# 慈
慈（じ）は、漢姓の一つ。

## 中国の姓
2020年の中華人民共和国の統計では人数順の上位100姓に入っておらず、台湾の2018年の統計では576番目に多い姓で、88人がいる。

## 朝鮮の姓
慈（じ、チャ、朝: 자）は、朝鮮人の姓の一つである。2015年の国勢調査による韓国内での人口は75人。

### 著名な人物
- 慈成男 - 北朝鮮の外交官。

### 氏族
| 氏族（地域） | 創始者 | 割合 (%) （2000年） |
| ------------ | ------ | ------------------- |
| 海州慈氏     |        |                     |
| 中原慈氏     |        |                     |
| 遼陽慈氏     |        |                     |

2015年の韓国の調査によると、遼陽慈氏は55人、残りの20人の本貫は不明。